# مايكل نافا
مايكل نافا (بالإنجليزية: Michael Nava)‏‏ (16 سبتمبر 1954 في ستوكتون، كاليفورنيا - ) كاتب، وروائي من الولايات المتحدة.